# Detecta
O Detecta é um sistema de monitoramento inteligente implantado pelo Governo do Estado de São Paulo, composto pelo monitoramento através do uso de câmeras, combinado com o o maior banco de dados de informações policiais da América Latina, integrando ao sistema os bancos de dados das polícias civil e militar, do Registro Digital de Ocorrências (RDO), Instituto de Identificação (IIRGD), Sistema Operacional da Polícia Militar (SIOPM-190), Sistema de Fotos Criminais (Fotocrim), além de dados de veículos e de Carteira Nacional de Habilitação (CNH) do Detran.
Inspirado no Domain Awareness System, sistema de big data utilizado pela prefeitura de Nova Iorque, o Detecta foi anunciado em 2014 como meio multiplataforma de monitoramento e prevenção ao crime, realizado numa parceria com a Microsoft. Foi anunciada, também, a expansão em mais que o dobro do sistema de câmeras do estado. Uma de suas funcionalidades anunciadas é o reconhecimento automático de situações indicativas de potenciais crimes, como uma moto estacionada entre carros num congestionamento. Sua inauguração deu-se em agosto de 2014. Entretanto, de acordo com a Folha de S.Paulo, àquele ano o programa ainda não possuía essa função ativa, a despeito do anunciado em programa de campanha de reeleição do governador Geraldo Alckmin.
Até o final de 2015 apenas quatro municípios do litoral e duas rodovias possuíam o sistema de alerta para atitudes consideradas suspeitas. Em março de 2017, todas as câmeras de segurança integradas ao sistema na capital paulista passaram a estar integradas ao sistema, que serviu principalmente para detectar veículos em situações irregulares.
Após investigação de 15 meses, em maio de 2017 o Tribunal de Contas do Estado de São Paulo entendeu que o sistema ainda não era capaz de analisar crimes pela ferramenta de "vídeo analítico" (ao contrário do anunciado pelo Governo do Estado), observou a presença de diversos problemas técnicos e concluiu que ainda não trazia resultados efetivos à segurança pública.